# Blello
Blello är en ort och kommun i provinsen Bergamo i regionen Lombardiet i Italien. Kommunen hade 75 invånare (2018).